# Alexandru Sirițeanu
Nicolae Alexandru Sirițeanu, né le 16 avril 1984 à Iași, est un escrimeur roumain spécialiste du sabre.

## Biographie
Alexandru Sirițeanu débute l'escrime à neuf ans.
Il est médaillé d'argent en sabre par équipes aux Jeux olympiques de Londres en 2012 avec Rareş Dumitrescu, Florin Zalomir et Tiberiu Dolniceanu.
Après sa carrière, il devient entraîneur dans le club d'escrime de sa ville natale et au centre de formation olympique féminin pour sabreurs cadets et juniors.

## Palmarès
- Jeux olympiques
  -  Médaille d'argent par équipes aux Jeux olympiques d'été de 2012 à Londres
- Championnats d'Europe
  -  Médaille d'argent par équipes aux Championnats d'Europe 2009 à Plovdiv
  -  Médaille d'argent par équipes aux Championnats d'Europe 2012 à Legnano
  -  Médaille de bronze par équipes aux Championnats d'Europe 2005 à Zalaegerszeg
- Épreuves de coupe du monde
  -  Médaille d'or à la Coupe du monde de Chicago sur la saison 2011-2012[6]

## Classement en fin de saison
| Année | 2003 | 2004 | 2005 | 2006 | 2007 | 2008 | 2009 | 2010 | 2011 | 2012 |
| ----- | ---- | ---- | ---- | ---- | ---- | ---- | ---- | ---- | ---- | ---- |
| Rang  | 231  | 226  | 57   | 52   | 115  | 74   | 65   | 89   | 115  | 54   |